# Tuka
Tuka – wieś w Estonii, w prowincji Lääne, w gminie Martna.